# 시편 8편
시편 8편은 여덟 번째 시편이다. "오 여호와 우리 주여 주의 이름이 온 땅에 어찌 그리 아름다운지요!" 라틴어로는 "Domine Dominus noster"라고 한다. 그것의 저자는 전통적으로 다윗 왕에게 할당된다. 시편 81편과 84편과 마찬가지로 이 시편은 악기나 연주 스타일을 언급하거나 성경 역사에 등장하는 인물과 장소를 암시하는 깃딧(gittith)에서 연주하도록 수석 음악가에게 지시하는 것으로 시작된다.
해설자 시릴 로드(Cyril Rodd)는 시편 8편을 "잘 알려지고 크게 사랑받는 시편 ... 일반적으로 찬송가로 분류된다"고 설명한다. 유대교, 가톨릭, 루터교, 성공회 및 기타 개신교 전례의 정규 부분을 형성한다. 종종 음악의 주제가 되었으며 "아름다운 세상과"(For the Beauty of the Earth) 및 "주 하나님 지으신 모든 세계"와 같은 찬송가에 영감을 주었다.

## 내용
1. 여호와 우리 주여 주의 이름이 온 땅에 어찌 그리 아름다운지요 주의 영광이 하늘을 덮었나이다
2. 주의 대적으로 말미암아 어린 아이들과 젖먹이들의 입으로 권능을 세우심이여 이는 원수들과 보복자들을 잠잠하게 하려 하심이니이다
3. 주의 손가락으로 만드신 주의 하늘과 주께서 베풀어 두신 달과 별들을 내가 보오니
4. 사람이 무엇이기에 주께서 그를 생각하시며 인자가 무엇이기에 주께서 그를 돌보시나이까
5. 그를 하나님보다 조금 못하게 하시고 영화와 존귀로 관을 씌우셨나이다
6. 주의 손으로 만드신 것을 다스리게 하시고 만물을 그의 발 아래 두셨으니
7. 곧 모든 소와 양과 들짐승이며
8. 공중의 새와 바다의 물고기와 바닷길에 다니는 것이니이다
9. 여호와 우리 주여 주의 이름이 온 땅에 어찌 그리 아름다운지요

### 히브리어 버전
| 절 | 내용                                                        |
| -- | ----------------------------------------------------------- |
| 1  | לַמְנַצֵּ֥חַ עַל־הַ֜גִּתִּ֗ית מִזְמ֥וֹר לְדָוִֽד                                   |
| 2  | יְהֹוָ֚ה אֲדֹנֵ֗ינוּ מָֽה־אַדִּ֣יר שִׁ֖מְךָ בְּכָל־הָאָ֑רֶץ אֲשֶׁר־תְּנָ֥ה הֽ֜וֹדְךָ֗ עַל־הַשָּׁמָֽיִם      |
| 3  | מִפִּ֚י עֽוֹלְלִ֨ים \| וְֽיֹנְקִים֘ יִסַּ֪דְתָּ֫ עֹ֥ז לְמַ֥עַן צֽוֹרְרֶ֑יךָ לְהַשְׁבִּ֥ית א֜וֹיֵ֗ב וּמִתְנַקֵּֽם |
| 4  | כִּֽי־אֶרְאֶ֣ה שָׁ֖מֶיךָ מַֽעֲשֵׂ֣ה אֶצְבְּעֹתֶ֑יךָ יָרֵ֥חַ וְ֜כֽוֹכָבִ֗ים אֲשֶׁ֣ר כּוֹנָֽנְתָּה            |
| 5  | מָֽה־אֱ֖נוֹשׁ כִּֽי־תִזְכְּרֶ֑נּוּ וּבֶן־אָ֜דָ֗ם כִּ֣י תִפְקְדֶֽנּוּ                         |
| 6  | וַתְּחַסְּרֵ֣הוּ מְ֖עַט מֵֽאֱלֹהִ֑ים וְכָב֖וֹד וְהָדָ֣ר תְּעַטְּרֵֽהוּ                        |
| 7  | תַּמְשִׁילֵֽהוּ בְּמַֽעֲשֵׂ֣י יָדֶ֑יךָ כֹּ֜ל שַׁ֣תָּה תַֽחַת־רַגְלָֽיו                         |
| 8  | צֹנֶ֣ה וַֽאֲלָפִ֣ים כֻּלָּ֑ם וְ֜גַ֗ם בַּֽהֲמ֥וֹת שָׂדָֽי                                |
| 9  | צִפּ֣וֹר שָׁ֖מַיִם וּדְגֵ֣י הַיָּ֑ם עֹ֜בֵ֗ר אָרְח֥וֹת יַמִּֽים                           |
| 10 | יְהֹוָ֥ה אֲדֹנֵ֑ינוּ מָֽה־אַדִּ֥יר שִׁ֜מְ֗ךָ בְּכָל־הָאָֽרֶץ                            |